# 1971 en combiné nordique
| Années du combiné nordique : 1968 - 1969 - 1970 - 1971 - 1972 - 1973 - 1974    |
| Décennies du combiné nordique : 1940 - 1950 - 1960 - 1970 - 1980 - 1990 - 2000 |

Cette page reprend les résultats de combiné nordique de l'année 1971.

## Festival de ski d'Holmenkollen
L'épreuve de combiné de l'édition 1971 du festival de ski d'Holmenkollen fut remportée par le Finlandais Rauno Miettinen, déjà vainqueur deux ans plus tôt. Il s'impose devant le Japonais Yuji Katsuro. Le vainqueur sortant, l'Allemand de l'Est Karl-Heinz Luck, est troisième.

## Jeux du ski de Lahti
L'épreuve de combiné des Jeux du ski de Lahti 1971 fut remportée par le coureur soviétique Nikolaï Nogovitchine devant le Tchécoslovaque Ladislav Svoboda. L'Allemand de l'Est Karl-Heinz Luck complète le podium.

## Jeux du ski de Suède
L'épreuve de combiné des Jeux du ski de Suède 1971 fut remportée par un coureur Est-Allemand, Werner Schmidt, devant le Soviétique Youri Kosuline. Le Champion de Suède, Sven-Olof Israelsson, termine troisième.

## Coupe de la Forêt-noire
La coupe de la Forêt-noire 1971 fut remportée par l'Allemand de l'Ouest Hans Rudhart (de).

## Championnat du monde juniors
Le Championnat du monde juniors 1971 a eu lieu à Nesselwang, en Allemagne de l'Est. Il a couronné l'Allemand de l'Est Ulrich Wehling devant le Polonais Jan Legierski (pl). Le Soviétique Anatoli Khaigonen termine troisième.

## Championnats nationaux

### Championnats d'Allemagne
En Allemagne de l'Est, l'épreuve du championnat d'Allemagne de combiné nordique 1971 fut remportée par Hans Hartleb. Karl-Heinz Luck se classe deuxième tandis que Ingo Scheibenhof est troisième.
Les résultats du championnat d'Allemagne de l'Ouest de combiné nordique 1971 manquent.

### Championnat d'Estonie
Le Championnat d'Estonie 1971 s'est déroulé à Otepää. Il fut remporté par le champion sortant, Hasso Jüris. Tiit Tamm, troisième l'année précédente, est deuxième. Le quadruple champion d'Estonie Tõnu Haljand est troisième.

### Championnat des États-Unis
Le championnat des États-Unis 1971 s'est tenu dans le Massachusetts, à Williamstown. Il a été remporté par Bob Kendall.

### Championnat de Finlande
Les résultats du championnat de Finlande 1971 manquent.

### Championnat de France
Les résultats du championnat de France 1971 manquent.

### Championnat d'Islande
Le championnat d'Islande 1971 fut remporté par le champion sortant, Björn Þór Ólafsson.

### Championnat d'Italie
Nouvelle inversion des deux premières places en tête du championnat d'Italie 1971 : il fut remporté par Fabio Morandini, vice-champion sortant et champion 1968, devant Ezio Damolin, double champion sortant. Modesto De Silvestro complète le podium.

### Championnat de Norvège
Le champion de Norvège 1971 fut le double champion sortant, Kåre Olav Berg. Il s'impose devant Odd Arne Engh et Markus Svendsen.

### Championnat de Pologne
Le championnat de Pologne 1971 fut remporté par Józef Gąsienica (pl), du club SNPTT Zakopane.

### Championnat de Suède
Le championnat de Suède 1971 a distingué Sven-Olof Israelsson, du club Dala-Järna IK. Le club champion fut le Holmens IF.

### Championnat de Suisse
Les résultats du Championnat de Suisse 1971 manquent.